# Science-Fiction-Jahr 1916
Übersicht

◄◄ | ◄ | 1912 | 1913 | 1914 | 1915 | Science-Fiction-Jahr 1916 | 1917 | 1918 | 1919 | 1920 | ► | ►►

Weitere Ereignisse

## Neuerscheinungen Literatur
| Deutscher Titel             | Deutschsprachiges Erscheinungsjahr | Originaltitel | Autor                  | Anmerkungen |
| --------------------------- | ---------------------------------- | ------------- | ---------------------- | ----------- |
| Das Mangobaumwunder         | –                                  | –             | Paul Frank             |             |
| Der Herr des stillen Meeres | –                                  | –             | Hanns Prehn von Dewitz |             |
| Die weibliche Gefahr        | –                                  | –             | Hans von Wentzel       |             |
| Die Welt ohne Hunger        | –                                  | –             | Alfred Bratt           |             |
| Horns Ring                  | –                                  | –             | Otto Flake             |             |

## Neuerscheinungen Filme
| Deutscher Titel                     | Deutschsprachiges Erscheinungsjahr | Originaltitel                | Regie                                | Anmerkungen                                                                                    |
| ----------------------------------- | ---------------------------------- | ---------------------------- | ------------------------------------ | ---------------------------------------------------------------------------------------------- |
| Zwanzigtausend Meter unter dem Meer | 1919                               | 20,000 Leagues Under the Sea | Stuart Paton                         | Die damals bahnbrechenden Unterwasseraufnahmen gehören zu den ersten ihrer Art                 |
| Das lebende Rätsel                  | –                                  | –                            | Harry Piel                           |                                                                                                |
| Das jüngste Gericht                 |                                    | Verdens undergang            | August Blom                          | einer der frühesten Katastrophen- und Science-Fiction-Filme der Kinogeschichte                 |
| Die Entdeckung Deutschlands         | –                                  | –                            | Georg Jacoby, Richard O. Frankfurter | Mitten im Ersten Weltkrieg entstanden, eine Mischung aus Science-Fiction- und Propaganda-Film. |
| Hoffmanns Erzählungen               | –                                  | –                            | Richard Oswald                       |                                                                                                |
| Homunculus                          | –                                  | –                            | Otto Rippert                         |                                                                                                |
| Homunkulieschen                     | –                                  | –                            | Franz Schmelter                      |                                                                                                |
| Titanenkampf                        | –                                  | –                            | Joseph Delmont                       |                                                                                                |

## Geboren
- Forrest J. Ackerman († 2008)
- Jesse F. Bone († 2006)
- Peter Brock († 1982)
- R.C. Churchill († 1986)
- Esmé Dodderidge († 1997)
- H. L. Fahlberg (Pseudonym von Hans Werner Fricke)
- Manuel van Loggem († 1998)
- Robert A. W. Lowndes († 1998)
- John D. MacDonald († 1986)
- John Thomas Phillifent († 1976)
- James Tiptree, Jr., Pseudonym von Alice Sheldon († 1987)
- George Turner († 1997)
- Jack Vance († 2013)
- Irving Wallace († 1990)
- Morris L. West († 1999)

## Gestorben
- Peter Baum (* 1869)
- Vincenz Chiavacci (* 1847)
- Gustav Adolf Erdmann (* 1859)
- Fred T. Jane (* 1865)
- Robert Kraft (* 1869)
- Jack London (* 1876)
- Karl von Schlözer (* 1854)
- Heinrich Wirth (* 1873)